# 우치나 야마토구치
우치나 야마토구치(일본어: 沖縄大和口)란 일본의 오키나와섬에서 사용되는 오키나와어의 영향을 받은 일본어의 방언을 가리키는 용어이다. 오키나와 현이외의 지역에서는 단순히 오키나와 방언이라고도 부르기도 한다. 이것은 오키나와어(うちなあぐち)와는 달리, 오키나와풍으로 변화한 일본 본토에서 유래된 방언을 가리킨다.

## 개요
오키나와 현에서는 2차 세계대전 이후 표준어를 사용한 언론 매체의 보급과 학교교육을 통한 표준어 보급 등으로 고유의 오키나와어 사용자는 점점 고령자에 한정되고, 젊은 층에서는 오키나와어를 말하지도 이해하지도 못하는 경향이 두드러졌다. 반면, 보급된 표준어는 오키나와어의 영향을 받아 우치나 야마토구치라고 부르는 오키나와풍의 방언이 형성되었다. 전후교육세대는 그 경중의 차이는 있으나, 대부분 이 우치나 야마토구치의 화자이다.
대부분의 어휘, 문법은 표준어와 동일하기 때문에, 타 지방사람들도 듣고 이해하는 데 큰 문제는 없다. 그러나 오키나와어만의 어휘, 문법, 엑센트의 영향이 강하게 남아 있고, 오키나와의 사회환경 및 젊은층의 유행에 따른 신어 등이 다수 포함되어 있는 등, 표준어와의 차이는 확연하다. 자신은 표준어를 말하고 있다고 생각하지만 실제로는 우치나 야마토구치를 말하는 중년층이 다수 있다. 또한 고령층에서도 타 지역인과의 대화시에는 오키나와어보다 이해하기 쉬운 우치나 야마토구치로 대화하는 경우가 있다.
- 아마미 제도의 방언은 지리상의 요건상, 표준어의 영향, 가고시마 방언의 영향, 또한 칸사이 방언의 영향이 중첩되어 나타나기 때문에, 오키나와 본토의 우치나 야마토구치와는 다른 방향으로 변화하였다.

### 규슈서남부 방언과의 공통점
우치나 야마토구치에는 오키나와와 지리적으로 가까운 규슈 서남부(특히 가고시마현)의 방언의 특징이 남아 있다.

#### 악센트
- 기본적인 악센트는 도쿄식 엑센트가 변화한 특수식 악센트로 분류되고, 히치쿠 방언이나 사츠구 방언등 규슈지방 남서부방언의 악센트와도 유사점이 발견된다. 그러나 유사점뿐만 아니라 차이점도 많기 때문에 오키나와식 악센트로 별도 분류하는 견해도 있다. 간토지방 출신자에게는 간사이 방언과 유사한 인상을 주지만, 실제의 게이한(교토-오사카) 악센트와는 상당한 차이가 있어, 도쿄식 악센트가 변화한 것으로 보는 쪽이 타당하다. 오키나와 출신 탤런트의 발음을 들어보면 오키나와 사람이 도쿄식 악센트로 말하는 것은 그리 어렵지 않음을 알 수 있다.

#### 문법
- 상일단활용동사
  - 명령형이 규슈지방에서 자주 사용되는 것과 같은 e단으로 활용된다. 표준어에서는 "着る","見る"가 "着ろ""見ろ"로 활용되는 데 비하여 "着れ","見れ"로 활용된다.

#### 어휘
- 규슈방언, 특히 그중에서도 가고시마 방언과 공통되는 어휘가 많다. 예를 들어 오다라는 동사 くる를 가다라는 의미로도 사용하는 것은 가고시마 방언의 특징이다. 그외에 ほじくる(후비다, 쑤시다)를 クジル라고 하거나, 濃い를 こゆい로 발음하거나, 어미에 "～ね？"를 다용하는 것, 지명의 "原"를 バル라고 읽는 점등은 모두 가고시마 방언의 영향을 시사해주는 특징이다.

## 어휘 모음
전쟁 전이나 미군 통치시대부터 사용되어 왔으며, 현재도 자주 사용되는 어휘를 기록하였다.

### 명사
- 우치나 (ウチナー): 오키나와. 본래 오키나와 본 섬을 가리키는 말이었지만, 오키나와 현과 같은 의미로 사용되는 경우도 많다. 「o」→「u」,「ki」→「chi」(구개음화)라는 류큐 방언 특유의 변화가 있다. 표준어 「오키나와」를 말할 때에도, 종종 「w」음이 빠진 채「오키나-」라는 발음이 된다.
- 우치난츄 (ウチナーンチュ): 오키나와 사람. 「오키나와 사람(ウチナービトゥ)」또는 「오키나와 사람들(沖縄の衆)」이라는 말에서 변화한다. 본래 오키나와 본 섬 사람을 가리키는 말이었지만, 현재는 오키나와 현 출신 또는 오키나와 현에 뿌리를 가진 사람들의 총칭으로 쓰이고 있다.
- 우치나타이무 (ウチナータイム): 오키나와 시간. 시간에 여유로운 것을 자조적으로 꼬집는 말. 약속 시간에 늦거나 업무 상의 납기일 연기는 허용되는 경우가 많아, 기다리는 쪽도 기다리게 하는 쪽도 죄책감이나 악의를 갖지 않는다.
- 야마톤츄 (ヤマトゥンチュ): 야마토 (일본 본토) 사람. 야마토 친구. 특히 중장년층이 주로 사용한다. 규슈나 홋카이도도 야마토에 포함된다 (다만 아마미 군도는 제외).
- 나이챠 (ナイチャー): 「내지 (内地,ナイチ)」+「야 (ヤー)」. 야마톤츄와 거의 같은 의미. 주로 일본으로 귀속된 뒤에 태어난 세대에서 주로 쓰인다. 본토에서 온 오키나와 이주민은, 오키나와에 와서 처음으로 이 말을 배웠다고 하는 사람도 많다.
  - 위의 두 단어는 문파로 따지면 차별적인 뉘앙스를 포함한 경우도 있기 때문에, 이 두 단어를 좋아하지 않는 사람도 있다.
- 시마나이챠 (島ナイチャー): 오키나와에 살고 있거나 오키나와 풍토에 물든 본토 출신의 사람.
- 와바사 (ワーバサー): 개구쟁이. 「간마라 (がんまらー)」라고 부르기도 한다.
- 가치마야 (ガチマヤー): 서둘러서 먹는 사람. 먹보.
- 유이마루 (ユイマール): 친구들 사이에서 서로 돕는 상호 부조 제도.
- 시마 (シマ): 섬. 오키나와. 주로 접두어로서 형용사적으로 사용된다 (예: 시마랏쿄 (島らっきょう)). 「시만츄 (シマンチュ)」는 섬 사람이란 의미로, 각각의 도민을 가리키는 경우와 오키나와 현민 전체를 가리키는 경우가 있다. 또한, 「시마ー (シマー)」라고 말하는 경우는 섬주 (島酒, 아와모리)를 의미한다.
- 우루마 (ウルマ): 섬이란 의미의 고어. 일상 회화에서는 사용하지 않는다.
- 챰프루 (チャンプルー): 「혼합하다, 융합하다」라는 의미. 또는, 두부나 야채를 중심으로 다양한 재료를 섞어 만든 볶음을 가리킨다. 오키나와는, 다양한 나라나 지역의 영향을 받아왔기 때문에, 챰프루 문화라고 일컬어 지기도 한다.
- 카챠시 (カチャーシー): 「휘젓다」라는 의미. 오키나와 민요 등에서 손을 모아 함께 휘젓는 춤.
- 이리치 (イリチー): 볶음 조림, 또는 국물을 넣은 볶음 조림.
- 소부시 (ンブシー): 찜 (조림). 나베라 등, 수분이 많은 야채를 물에 넣어 졸이는 요리법.
- 고야 (ゴーヤ): 여주. 「고과(苦瓜)」를 중국식으로 읽은 것.
- 코레구스 (コーレーグス): 섬 고추. 또는 섬 고추를 오키나와 전통 주에 담궈서 만든 매운 맛 조미료.
- 반실 (バンシルー): 구아바. 이것도 중국어 「蕃石榴」에서 왔다.
- 슨시 (スンシー): 멘마. 중국어「筍絲」에서 왔다.
- 나베라 (ナーベーラ): 수세미 오이. 「나베헤라 (鍋へら)」또는 「나베아라이 (鍋洗い)」의 변화형으로 알려져있다.
- 네리 (ネリ): 오크라 (아욱과의 식물).
- 시브이 (シブイ): 동아.
- 데쿠 (デーク): 무우.
- 타마나 (タマナー): 양배추. 양배추(玉菜)에서 유래.
- 마미나 (マーミナー): 콩나물. 콩나물(豆菜)에서 유래.
- 지마미 (ジーマミー): 땅콩. 땅콩(地豆)에서 유래.
- 이마이유 (イマイユ;今魚): 신선한 물고기. 덧붙여, 오키나와에서는 생선 가게를「생선회 가게 (さしみ屋)」라고 부른다.
- 카쟈 (カジャー): 싫은 냄새. 「맡다 (嗅ぐ)」라는 동사에서 변화된 것이라고 알려져있다.
- 히라 (ヒーラー): 바퀴벌레. 중국어의「蜚蠊」에서 왔다. 토비라 (トービーラー, 나는 히라) 라고도 부른다.
- 가쟌 (ガジャン): 모기
- 카지 (カジ): 바람
- 카타부이 (カタブイ): 소나기. 어떤 곳에서는 비가 내리지만, 다른 곳에서는 화창한 날씨라는 것을 의미하는 「片降り(偏降り)」에서 유래. 날이 밝은 데도, 비가 내리는 여우비는 티다아미(太陽雨, ティーダアミ) 라고 한다.
- 치무 (チム): 간. 심장. 두근거림을 표현하면「치무다쿠다쿠 (チムダクダク)」가 된다. 「치무돈돈 (チムドンドン)」은, 설레이는 감정을 의미하며, 「치무와쿠와쿠 (チムワサワサ)」는 불안하거나 놀라는 모습을 의미.
- 치무구쿠루 (チムグクル): 진심
- 쿤치 (クンチ): 건강함.
- 마부이 (マブイ): 혼. 놀라움이나 깊은 슬픔으로 기가 빠지는 것을 혼이 빠졌다 (マブイを落とす)라고 한다.
- 마지문 (マジムン): 마물. 야나문 (ヤナムン, 싫은 것)이라는 말도 있다.
- 진 (ジン): 돈. 전(銭)의 변화형. 불량 소년이 금품을 빼앗는 것을 「진카메ジンカメ」라고 한다.
- 시분 (シーブン, 添え分): 덤
- 힝구 (ヒング): 더러움.
- 이라브 (イラブー): 에라브라미 뱀. 훈제 가공한 것을 식용으로 사용한다.
- 웃칭 (ウッチン): 울금. 「鬱金」의 오키나와식 읽기.
- 우타키 (ウタキ): 성지 (御嶽). 오키나와 현에서 숭배의 대상이었던 성지.
- 토토메 (トートーメー): 위패. 「존어전(尊御前)」이 변화된 것으로, 조상 숭배의 상징이다. 대대로 장남이 잇기 때문에, 오키나와에서는 장남을 존중하는 기풍이 뿌리깊게 남아있다.
- 우토토 (ウートートー): 기도. 기도를 드릴 때의 말. 「おお尊い」라는 의미.
- 스코 (スーコー): 법사, 장례. 「焼香」에서 유래.
- 인 (イン): 개. 주로 「인과 (イングァー)」라고 부른다.
- 미야 (マヤー): 고양이.
- 와 (ゥワー): 돼지. 성문파열음 때문에 발음 표기가 어렵다.
- 히쟈 (ヒージャー): 산양. 수염 (히지,ヒジ)+ 아(アー)로 이루어졌으며, 수염이 있는 동물이라는 의미.
- 치케 (チケー): 가까운 시일 내에. 곧.
- 유쿠시 (ユクシ): 거짓말. 거짓말 하는 사람은 유쿠사(ユクサー)
- 후유 (フユー): 게으름. 귀찮음. 게을러서 빈둥빈둥 하는 것. 게으른 사람을 후유사(フユーサー)라고 부른다.
- 니부야 (ニーブヤー): 항상 자는 것처럼 있는 사람. 깨어있어도 멍한 사람.
- 죠토 (ジョートー,上等): 좋음, 멋있음, 귀여움 등을 포함한 말. 「잇페죠토 (イッページョートー)」는 「가장 최고(一番上等)」라는 뜻.
- 두시 (ドゥシ, 同士): 친구
- 시자 (シージャー): 연상. 중국어 답습으로, 「강자 (强者)」라는 한자가 유래. 연장자 우위의 오키나와 풍조를 표현한 말이다.
- 지리 (ジリー): 동갑.
- 이나구 (イナグ(ー)(おなご)): 여자. 교제하고 있는 여자친구.
- 이키가 (イキガ(ー)): 남자. 교제하고 있는 남자친구.
- 와라바 (ワラバー(わらべ)): 아이. 어린이.
- 니셰 (ニーシェー(二才)): 젊은이. 어원은 「靑二歲」와 같이, 미숙한 사람이라는 의미였지만, 얕잡아보는 뉘앙스를 담고 있지는 않다.
- 니니 (ニーニー): 오빠. 중국어 哥哥에서 유래.
- 네네 (ネーネー): 언니. 중국어 姐姐에서 유래.
- 윤타쿠 (ユンタク): 담소. 수다.
- 유쿠이 (ユクイ): 휴식. 쉼.
- 히자마즈키 (ヒザマズキ): 정좌. 무릎을 구부리다(跪（ひざまず）く)의 명사 변화형. 덧붙여, 오키나와에서 「정좌」라고 하는 말은 착석 또는 앉은 상태로 자세를 바로한다는 의미를 갖고 있다.
- 하지카사 (ハジカサー): 부끄러움. 「ハジカサーする」는 부끄러운 듯 하다는 말.
- 지렌 (ジレン(自練)): 자동차 학원. 오키나와 현에서 자주 사용하는 명칭「자동차 교습소」의 약어. 최근에는「자동차 학교」의 약어로서 「지코 (自校（ジコウ）)」라는 말도 사용한다.
- 하야 (ハーヤー): 치과 의사. 치과 병원.
- 단파치야 (ダンパチヤー(断髪屋)): 이발소
- 치라 (チラ): 면. 얼굴.
- 츄라카기 (チュラカーギー): 미인. 밝은 얼굴이라는 말에서 유래.
- 야나카기 (ヤナカーギー): 추녀. 싫은 얼굴이라는 말에서 유래.
- 오루 (オール): 사마귀 (痣).
- 칸파치 (カンパチ): 머리에 상처가 나서 더 이상 머리가 나지 않는 부분. 부분 탈모. 소위 말하는 10엔 대머리 부분.
- 와마쿠 (ウーマクー): 억지. 떼쓰기. 어린아이 장난.
- 치리 (チリ): 쓰레기. 종류나 크기에 관계 없이, 폐기물 전반을 가리키는 단어로 사용한다.
- 오우치 (オウチ): 주거. 고쳐 말해 「주택」 또는 「저택」을 말하며, 본토에서 일반적으로 사용하는 집(家)이라는 표현은 잘 쓰지 않는다.
- 와시미루쿠 (ワシミルク(鷲ミルク)): 가공 우유. 네슬레 사에서 판매하는 이글루 브랜드의 캔 디자인에서 유래.
- 규칸 (ギュウカン): (통조림) 콘 비프 (Corned Beef). 소고기 통조림을 가리키는 전쟁 전의 일본군 용어, 또는 전후 오키나와에서 흔히 쓰던 HEREFORD 사의 캔 디자인에서 유래. 덧붙여, 오키나와에서 콘 비프라는 말은 일반적으로 콘비프 허쉬를 가리키는 경우로 쓰인다.
- 바타 (バター): (미군제의) 마가린. 오키나와에서 우리가 말하는 원래 '버터'라는 말은 잘 쓰이지 않는다.

### 인칭대명사
아래 용어 가운데, 왕 (ワン) 이외에, 중장년층에서 사용되는 것은 거의 없다. 주로 오키나와 젊은이들이 쓰는 말이다. 중장년 층에서 이러한 말들은 격식이 없고 좋지 않은 인상을 준다. 중장년에게 사용하지 않는게 좋다.
- 왕·와 (ワン・ワー): 나 (私, 僕, 俺). 「나는」이라고 말하는 경우,「왕네 (ワンネー)」가 된다. 복수형은「왕타(ワッター)(우리들)」
- 야 (ヤー): 너 (おまえ). 복수형은 「잇타/얏타 (イッター/ヤッター)(니네들)」
- 쿠니사/쿠니햐 (クニサー/クニヒャー): 이 녀석 (こいつ). 각 소·중학교마다 말하는 법이 다소 변한다. 복수형은 「굿타/웃타 (クッター/ウッター)(이 녀석들)」
- 아니사/아니햐 (アニサー/アニヒャー): 그 녀석 (あいつ). 복수형은 「앗타 (アッター)(그 녀석들)」

아래 명사는 미군 통치기에 영어의 영향을 받아 생긴 것이다. 그 외에도 영어에서 변화된 것이 많다. 이 어휘는 우치나 영어 (ウチナー英語) 라고도 불린다.
- 와라 (ワーラー): 물.
  - 아이스와라 (アイスワーラー): 냉수. 빙수.
- 투나 (トゥーナ): 캔 참치.
- 스토 (ストゥー): 스튜.
- 후라이라이스 (フライライス): 볶음밥.
- 오픈 (オープン): 병따개.
- 바훼 (バフェ): 셀프 서비스 식사 스타일. 뷔페.
- 샤프 (シャープ): 숍. 가게. 코히샤프(コーヒーシャープ)는 경식당, 바디샤프(バディシャープ)는 자동차 판금공장이다.
- 엔다 (エンダー): 오키나와 현에 있는 패스트푸드점, A&W. 간단하게 약어로 만든 것이 아닌, 영어 악센트에 충실한 호칭이다.
- 포쿠 (ポーク): 런천미트. 다만, 통조림에 한하여 부르는 말로, 원재료가 돼지고기가 아닌 경우에도 그렇게 부른다.
- 포치기 (ポチギ): 포르투갈 풍 소시지. 일본에서는 오키나와에서만 주된 식재료.
- 티 (ティー): 홍차
- 포테토 (ポテト): 감자

아래 명사는 영어 접미사 "-er"를 사용했다고 설명하는 경우가 많지만, 「아-(アー)」나「야-(ヤー)」를 붙여서 「~을 하는 사람」이라는 의미를 만드는 것은 미군정시기 이전부터 있는 류큐 방언 어법이다.
- 후라 (フラー): 바보. 영어의 fool과는 관계없이 후리문(어리석은 사람(惚れ者))이라는 말에서 유래.
- 힝가 (ヒンガー): 불결한 사람. 때를 의미하는 힝구 (ヒング)와 접두사 アー가 더해져 만들어진 말. "제대로 목욕하지 않은 듯한 불결한 사람"이라는 의미로 쓰인다.
- 아시바 (アシバー): 노는 사람. 놀다라는 의미의 아시비 (アシビ)와 접두사 アー가 더해져 만들어진 말.
- 니리사 (ニリーサー): 귀찮아하는 사람. 게으름뱅이.
- 파쿠라 (パクラー): 훔치는 사람. 따라하는 사람.
- 릿챠 (リッチャー): 부자.
- 아메리카 (アメリカー): 미국인.

### 동사
- 도만기루 (ドゥマンギル): 놀래다.
- 시카마스 (シカマス): 놀래키다. "놀랬어"라는 말은 시칸다(シカンダ).
- 시카스 (シカス): 꾀이다. 아첨하다.
- 유쿠루 (ユクル): 잠깐 쉬다. "수다떨다"라는 의미도 있다.
- 히자마지쿠 (ヒザマヅク): 정좌하다.
- 시나스 (シナス(死なす)) · 쿠루스 (クルス(殺す)): 따끔거리다. 많이 때리다. 관서지방에서 쓰이는 "때리다(しばく)"라는 말과 거의 비슷한 말.
  - 탓쿠루사린도 (タックルサリンドー)는 "때려 죽인다"라는 의미지만, 죽인다는 의미가 아닌 겁을 줄 때 쓰인다.
- 스구루 (スグル): 때리다. 스구라린도 (スグラリンドー)는 "맞고 싶냐"라는 의미.
- 카무 (カム): 먹다. 잇페카메 (イッペーカメー) 라는 말은 "많이 드세요"라는 말.
- 밧페테루 (バッペーテル): 착각하다. 패션 감각 등이 평범하지 않은 경우에도 쓰인다.
- 니리루 (ニリル): 귀찮다.
- 와지루 (ワジル): 화내다. 짜증내다(ワジワジーする)의 약어.
- 치레루 (チレル): 화내다. "えー、そんなにちれんけー"라는 말은 "야, 그렇게 화내지마"라는 말.
- 힌기루 (ヒンギル): 꼬집다.
- 치바루 (チバル): 힘내다. 치밧쵸(チバリヨー)는 "힘내!"라는 말.

### 형용사
- 테게 (テーゲー): 적당하다. 어바우트. 적당. 발음은 「大概」의 중국어 발음에서 유래. 오키나와 현민들을 묘사할 때 빠지지 않는 말이다.
- 마산 (マーサン): 맛있다. 맛있다(旨（うま）さん)의 변화. 잇페마산도(イッペーマーサンドー)는 "굉장히 맛있어요"라는 말.
- 아시쿠타 (アジクーター): 맛이 깊은, 국물이 잘 우러나다. 짠맛이나 묘하고, 느끼한 감칠맛을 오키나와 현민은 좋아한다.
- 아치코코 (アチコーコー): 뜨거운 상태. 주로 음식에 사용하는 표현. 오키나와에서는 두부도 막 만들어진 뜨거운 상태를 좋아하며, 편의점의 주먹밥도 따뜻하게 먹는다.
- 구테 (グテー): 체격, 근육이 탄탄하다. "ガタイ"의 변화형.
- 간쥬 (ガンジュー): 건강한. 괜찮은. "頑丈"의 변화형. 간쥬네(ガンジューねぇ?)는 "잘 지내시나요?"라는 의미.
- 죠구 (ジョーグー): "上戸"의 변화형으로, ~를 좋아하는 것, 또는 사람. 소바죠구(そばジョーグー)는 오키나와 소바를 정말 좋아하는 사람이라는 말.
- 마기 (マギー): 크다.
- 하고 (ハゴー): 더럽다.
- 잇페 (イッペー): 가득. 많이. 사람이 많아서 혼잡하다는 것을 "가득하다(いっぱいしてる)"라는 표현으로도 쓴다. 덧붙여 주차장이 혼잡한, 만차가 된 상태를 "차가 가득 있다(車がいっぱいしてる)"라고 말한다.
- 난기 (ナンギ): 지치다. 본래 "難儀"라는 의미와는 조금 다르다.
- 헨나 (ヘンナー): 부끄럽다. 뭔가 이상하다.
- 코리 (ニリー): 귀찮다.
- 휘산 (フィーサン): 춥다.
- 아치산 (アチサン): 덥다.
- 츄라산 (チュラサン): 아름답다.

### 부사
- 데지 (デージ): 굉장히. 큰일인. "大事"에서 유래. "큰일이다"라는 말은 데지나톤(デージナトン).
- 시니/샤니 (シニ/シャニ): 굉장히. 엄청나게. "죽을 정도로"라는 의미에 가까운 표현.
- 시니칸 (シニカン): 시니(シニ)와 같은 말. 본섬 북부에서 쓰인다.
- 반나이/빈나이(バンナイ/ビンナイ): 엄청. 많이.
- 시타 (シタ): 강하다의 약어. 굉장히.
- 쿠링 (クリン): 점점
- 힛치 (ヒッチ): 언제나. 수시로.
- 삿타 (サッタ): 얼마 전. 요전날. "지난 일요일(さった日曜日)"과 같은 표현으로도 쓰인다. 미래 예정에 대해서는 표준어에서도 쓰이는 키타루(キタル)가 쓰인다.
- 야가테 (やがて): 점점. 얼마 후에.

## 독자성에 대한 인식
1980년대후반 이래로 표준어에 대한 우치나 야마토구치의 독자성이 서브컬처를 중시하는 오키나와의 젊은 층을 중심으로 재인식되어, 과거 류큐국이 아닌 전후 오키나와의 시대상에 귀속되는 독자적인 관습및 문물 등이 주목을 받게 되었다.
1990년대에는 우치나 야마토구치를 사용한 극단, 오와라이, 음악 등이 국지적으로 유행하고, 2000년대 들어서는 오키나와의 음식문화, 라이프스타일등에 대한 흥미를 핵으로한 새로운 오키나와 붐과 오키나와가 배경인 NHK드라마 츄라상과 가렛지세루 등을 통하여 전국적으로도 그 존재가 알려지게 되었다.
형성된지 오래되지 않은 신 방언이며, 그 사용층은 젊은층에 많다.

## 현대 회화에서 나타나는 특징
여성은 성인이 되어도 자신을 1인칭 대명사로 부르지 않고 자신의 이름으로 부르는 경우가 대부분이다. 이름이 세 글자인 경우 두 글자로 줄여서 부르는 사람도 있다. (이 경우의 두 글자도 발음이 길어진다) 남성도 소학교(대한민국의 초등학교에 해당) 고학년까지 자신을 이름으로 부르는 사람이 많다.

## 같이 보기
- 오키나와어

## 참고 문헌
- (일본어) 하이사이！오키나와의 말-우치나 야마토구치: 藤木勇人